# Monte Rosa
För andra betydelser, se Monte Rosa (olika betydelser).

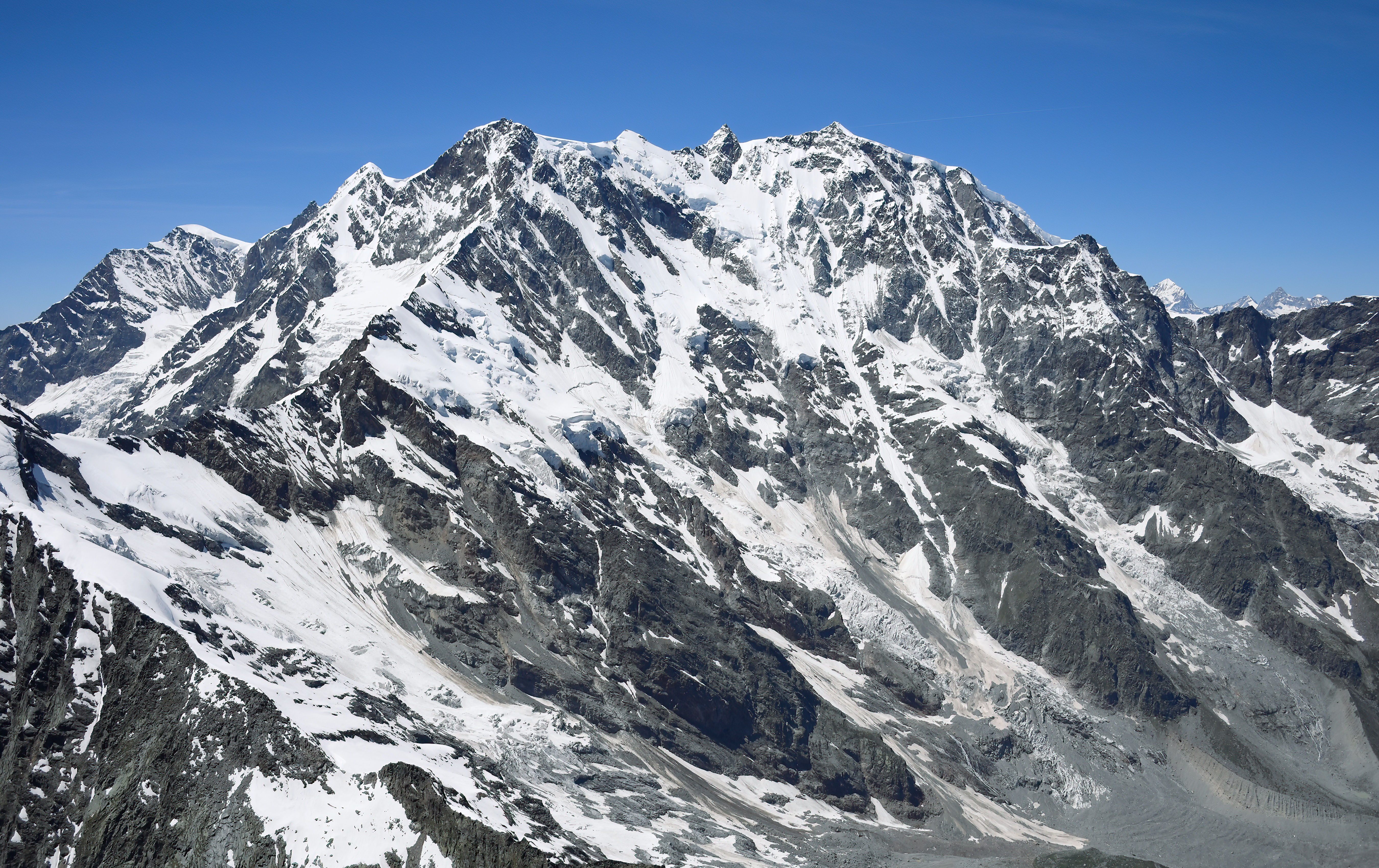
Monte Rosa

Monte Rosa ("Rosa berget" på italienska) är ett bergsmassiv på gränsen mellan Italien och Schweiz.
Monte Rosa ligger ungefär 10 kilometer sydost om Zermatt i Valais i Schweiz och 45 kilometer ostnordost om Aosta i Valle d'Aosta i Italien. Monte Rosas högsta punkt, tillika Schweiz högsta punkt, är Dufourspitze, 4 634 m ö.h. Monte Rosa är det näst högsta massivet i Alperna, efter Mont Blanc-massivet.

## Toppar över4 000m ö.h.
Bergstoppar över 4 000 m ö.h. i massivet är:
| Bergstopp                  | Höjd (m ö.h.) |
| -------------------------- | ------------- |
| Dufourspitze Punta Dufour  | 4 634         |
| Nordend                    | 4 609         |
| Zumsteinspitze             | 4 563         |
| Signalkuppe Punta Gnifetti | 4 556         |
| Parrotspitze               | 4 432         |
| Ludwigshöhe                | 4 341         |
| Schwarzhorn                | 4 321         |
| Vincentpyramide            | 4 215         |
| Balmenhorn                 | 4 167         |
| Punta Giordani             | 4 046         |